# Улыбыш
Улыбыш — река в Рязанской и Тульской областях России. Левый приток реки Прони.

## География
Длина реки составляет 23 км. Река берёт начало у деревни Напольные Выселки. Устье реки находится неподалёку от деревни Марчуги в 291 км по левому берегу реки Проня.

## Данные водного реестра
По данным государственного водного реестра России относится к Окскому бассейновому округу, водохозяйственный участок реки — Проня от истока и до устья, речной подбассейн реки — Бассейны притоков Оки до впадения Мокши. Речной бассейн реки — Ока.
Код объекта в государственном водном реестре — 09010102112110000025165.